# Deltote acroleuca
Deltote acroleuca is een vlinder uit de familie van de uilen (Noctuidae). De wetenschappelijke naam van deze soort is voor het eerst voorgesteld als Eustrotia acroleuca door Alfred Jefferis Turner in een publicatie uit 1945.
De soort komt voor in Australië.